# 柯普定律 (生物学)
柯普定律是演化生物学中的一个假说，认为自然界中大体型生物是源自积极的选择，而不是随机过程。
一项对1万7208个属的海洋动物体型测量的研究支持柯普定律提出的主张，自寒武纪开始以来，海洋动物的平均体型大小已经增加了150倍。